# Un om pentru eternitate (film din 1966)
Un om pentru eternitate sau Un om pentru toate anotimpurile (în engleză A Man for All Seasons) este un film britanic din 1966 bazat pe o piesă de teatru omonimă de Robert Bolt despre ultimii ani ai cancelarului Thomas More. A fost lansat la 12 decembrie 1966. Paul Scofield, cel care a interpretat rolul lui  More la premiera piesei de teatru de la West End  a primit de asemenea rolul pentru acest film. Este regizat de Fred Zinnemann, care a mai regizat anterior titluri ca High Noon sau From Here to Eternity. Filmul a câștigat șase premii Oscar, inclusiv pentru cel mai bun film și cel mai bun actor.

## Rezumat
Filmul se bazează pe un scenariu de Robert Bolt, care și-a adaptat pentru ecran propria piesă de teatru despre viața marelui umanist englez Sir Thomas More, om de stat, avocat și filosof remarcabil.
Evenimentele, reproduse cu precizie pe ecran, au loc în Anglia în secolul al XVI-lea, în timpul domniei regelui Henric al VIII-lea. Complotul se bazează pe conflictul dintre regele Henric al VIII-lea și lordul cancelar Thomas More, care se încheie cu moartea acestuia din urmă.

## Distribuție
- Paul Scofield este Sir Thomas More
- Wendy Hiller este Alice More
- Leo McKern este Thomas Cromwell
- Robert Shaw este Henric al VIII-lea
- Orson Welles este Cardinalul Wolsey
- Susannah York este Margaret More
- Nigel Davenport este Thomas Howard, Ducele de Norfolk
- John Hurt este Richard Rich
- Corin Redgrave este William Roper (cel Tânăr)
- Colin Blakely este Matthew
- Cyril Luckham este Arhiepiscop Thomas Cranmer
- Jack Gwillim este Șeful Justiției
- Vanessa Redgrave este Anne Boleyn

## Premii și nominalizări
Într-un sondaj din 1999 al Institutului Britanic de Film (BFI) filmul a fost desemnat ca fiind al 43-lea cel mai bun dintr-o listă de 100 filme britanice.